# 新田義顕
新田 義顕（にった よしあき）は、南北朝時代の武将。
新田義貞の長男。生母は諸説がある（安東入道聖秀の女、同族の上野国甘羅令（甘楽郡地頭）の安藤五郎重保（左衛門少尉）の女など）。幼名は小太郎（辰千代の説もある）。

## 生涯
義顕は父の幼名である小太郎を受け継いでいることから、母は義貞の正室とする説がある。
一方で、義貞の長男である義顕は父に先立って死に、新田氏の家督は異母弟の義宗が継いだため、義宗の母が義貞の正室で義顕の母は側室であるとする説もある。
安東聖秀は得宗被官である御内人の有力者で、『太平記』では義顕の母を聖秀の娘とするが、「新田足利両家系図」によると、安東聖秀の一族と思われる甘楽郡地頭の安藤左衛門少尉重保の娘と記されている。
元弘3年（1333年）、父の鎌倉幕府打倒のための挙兵に参加。建武元年（1334年）、倒幕の功により従五位下越後守叙任。また、春宮亮にも任官。建武の新政では武者所一番の頭人を務める。
足利尊氏が建武政権に反逆した後も父義貞と行動をともにし、建武3年（1336年）10月、義貞と共に、足利方と戦う拠点を北国に作るため恒良親王、尊良親王を奉じて越前国金ヶ崎城に入る。
義顕と叔父脇屋義助は後詰として杣山城に入る予定であったが、敵の妨害に遭い、義顕は金ヶ崎城に引き返す。まもなく、越前守護の斯波高経や高師泰らの軍に包囲され、半年に渡って篭城し続けた（金ヶ崎の戦い）。父・義貞は義顕にその場を任せて脱出して杣山城から救出を試みるが失敗。
ついに食糧も尽き、足利軍の猛攻に飢えに苦しんだ新田軍の兵がかなうはずもなく、次々と討ち取られた。義顕は城に火を放ち、尊良親王及び300余人の兵と共に自害した。享年20。
なお『太平記』によると、恒良親王は捕らえられて足利直義によって幽閉され、翌年に没した（毒殺説あり）。